# Савченко, Владимир Кириллович
Савченко, Владимир Кириллович (род. 27 сентября 1939, д. Хмельное, Буда-Кошелевского р-на, Гомельской обл., Беларусь) – белорусский и советский учёный, генетик. Член-корреспондент Национальной академии наук Беларуси (1989), профессор (1987), доктор биологических наук (1977), лауреат Государственной премии БССР (1984).

## Биография
Владимир Кириллович родился 27 сентября 1939 года в деревне Хмельное, Гомельской области.
В 1957 году после окончания Буда-Кошелёвского лесного техникума был направлен в Белорусский технологический институт на факультет лесного хозяйства, который окончил с отличием в 1962 г. В том же году зачислен в аспирантуру, в 1966 г. защитил кандидатскую, затем, в 1977 г. докторскую диссертацию в Институте генетики и цитологии АН БССР.
С 1979 по 1990 гг. заведует лабораторией Института генетики и цитологии АН БССР.
В 1984 году удостоен Государственной премии БССР за цикл работ "Генетика гетерозиса и пути его использования в селекции растений", опубликованных в 1961-1982 гг.
С 1980 по 1990 гг. возглавляет Белорусский национальный комитета по программе ЮНЕСКО "Человек и биосфера". Продолжил работу по этой программе в секретариате ЮНЕСКО (Отделение экологических наук Сектора естественных наук) в Париже с 1990 по 2002 год. Организовал и руководил работой Международной Чернобыльской экологической научной сети ЮНЕСКО для междисциплинарных исследований экологических последствий Чернобыльской катастрофы.
С 2003 по 2007 гг. – главный научный сотрудник Института генетики и цитологии НАН Беларуси.
С 2010 года по настоящее время является главным научным сотрудником Института философии НАН Беларуси. Занимается разработкой актуальных проблем философии науки, биоэтики, геномики и глобалистики.
Является автором 12 индивидуальных и 6 коллективных монографий, 4 из которых были опубликованы в том числе на английском языке в Англии и США. Список научных публикаций насчитывает более 370 наименований.       

## Основные труды
- Генетика полиплоидных популяций. Минск: Наука и техника, 1976[1].
- Генетический анализ в сетевых пробных скрещиваниях. Минск: Наука и техника, 1984[1].
- Отбор и мутационный процесс в популяциях. Минск: Наука и техника, 1985 (в соавт.)[1]
- Длительный отбор в популяциях. Минск: Наука и техника, 1988 (совм. с М.В. Тананко, Б.Ю. Аношенко)[1].
- Геносфера: Генетическая система биосферы / В.К. Савченко. – Минск: Навука i тэхнiка, 1991. – 158 с.
- The Genosphere: the Genetic System of the Biosphere / U. K. Sauchanka. – New York, London: The Parthenon Publishing Group, 1997. – 134p.
- The ecology of the Chernobyl Catastrophe. Scientific Outlines of an International Programme of Collaborative Research / V. K. Savhenko. – Paris, New York, Lancs: UNESCO and the Parthenon Publishing Group Ltd, 1995. – 200 p.
- Экология Чернобыльской катастрофы: научные основы Международной программы исследований / В.К. Савченко / НАН Беларуси, Отделение экологических наук ЮНЕСКО. – Минск: Беларуская навука, 1997. – 224 с. – ISBN 985-08-00-55-0
- Сoenogenetics: Genetics of Biotic Communities / U. K. Sauchanka. – Newbury: CPL Press, 2001. – 194p.
- Геогеномика: организация геносферы / В.К. Савченко. – Минск: Беларуская навука, 2009. – 415 с.
- Geogenomics: Organization of the Genosphere / U. K. Sauchanka. – Newbury: CPL Press, 2009. – 300p.
- Ценогенетика: генетика биотических сообществ / В.К. Савченко. – Минск: Беларуская навука, 2010. – 270 с.
- Глобальные процессы и устойчивое развитие / В.К. Савченко; Институт философии НАН Беларуси. – Издательство Lambert Academic Publishing RU, 2018. – 214 с. – ISBN 978-613-8-38743-5